# Cegielnia (powiat płocki)
Cegielnia – wieś sołecka w Polsce położona w województwie mazowieckim, w powiecie płockim, w gminie Brudzeń Duży
W latach 1975–1998 miejscowość należała administracyjnie do województwa płockiego.